# Liceul Avalon
Liceul Avalon (Avalon High) este un film original Disney Channel, din anul 2010, care îi are în rolurile principale pe Gregg Sulkin, Britt Robertson, Joey Pollari și Devon Graye. Filmul este bazat pe cartea Liceul Avalon de Meg Cabot. A avut premiera pe 12 noiembrie 2010 în Statele Unite ale Americii și pe 19 februarie 2011 în România.

## Acțiune
Allie, fata nou-venită în oraș, este în culmea bucuriei când părinții săi, profesori itineranți specializați în legenda Regelui Arthur, îi spun că va învăța la liceul Avalon până își termină studiile. Allie poate, în sfârșit, să intre în echipa de atletism, să-și facă noi prieteni și tot ce mai fac liceenii obișnuiți. Însă, odată ajunsă la liceul Avalon, observă că e ceva ciudat la mijloc. În timp ce se documentează pentru o lucrare privind posteritatea regelui Arthur, Allie găsește câteva paralele interesante între trecut și prezent. Mai întâi, ar fi arătosul Will, conducător de joc în echipa de fotbal american, Jen, prietena lui majoretă, dar și amicul lor de suflet, Lance. Ar mai fi și fratele vitreg al lui Will, întunecatul Marco, jucătorii de fotbal care se poartă precum Cavalerii Mesei rotunde și un puști excentric pe nume Miles, care prezice viitorul și face tot felul de scamatorii. Cu cât Allie cercetează mai adânc, cu atât e mai sigură că studiază la un Camelot modern. Va reuși ea oare să elucideze misterul liceului Avalon înainte ca Mordred să învingă iar?